# Adam II. (Bethsan)
Adam II. (* um 1107; † vor 1161) war Herr von Bethsan im Königreich Jerusalem.
Er war der Sohn und Nachfolger Adams I. von Bethsan aus dem französischen Adelsgeschlecht Béthune.
Bethsan gehörte ab 1101 zur Krondomäne des Königs von Jerusalem und wurde von Adam I. als Kastellan verwaltet. Um 1120 wurde die Kastellanei Bethsan zu einer eigenständigen Herrschaft erhoben und ihr Kastellan „Adam von Bethsan“ Herr von Bethsan. Da das Todesdatum Adams I. nicht überliefert ist, ist es insofern unklar, ob nun Adam I. oder Adam II. erster „Herr“ von Bethsan war.
Adam II. war verheiratet und hatte mindestens einen Sohn, Guermond I., der ihm als Herr von Bethsan nachfolgte.
In einer Urkunde des Königreichs Jerusalem aus dem Jahr 1129 treten Brüder namens „Johannes“ und „Hugo de Bethsan“ als Zeugen auf. Hugo wird ebenso in Urkunden aus den Jahren 1147, 1150 und 1152 genannt. In letzterer wird „Hugo de Bethsan“ als Ordensbruder aus einem Kloster bezeichnet. Es ist unklar, inwieweit die beiden mit Adam verwandt waren.